# ForMe+You
ForMe+You es el segundo mixtape del cantante estadounidense Austin Mahone y fue publicado el 30 de diciembre de 2016. Cuenta con las colaboraciones de Juicy J , Pitbull y 2 Chainz .

## Lista de canciones
| No.             | Título                                 | Duración |
| --------------- | -------------------------------------- | -------- |
| 1.              | "Love at Night" (featuring Juicy J)    | 3:06     |
| 2.              | "Pretty and Young"                     | 3:05     |
| 3.              | "Lady" (featuring Pitbull)             | 3:31     |
| 4.              | "Better with You"                      | 3:54     |
| 5.              | "Double Up"                            | 3:15     |
| 6.              | "Wait Around"                          | 4:14     |
| 7.              | "Except for Us"                        | 2:51     |
| 8.              | "Shake It for Me" (featuring 2 Chainz) | 3:54     |
| Duración total: | Duración total:                        | 27:50    |

## Lanzamiento de versiones
| Región           | Fecha                   | Formato          | Ref.  |
| ---------------- | ----------------------- | ---------------- | ----- |
| En todo el mundo | 30 de diciembre de 2016 | Descarga digital | [ 2 ] |